# 博伊斯溫泉 (加利福尼亞州)
博伊斯溫泉（英語：Boyes Hot Springs）是位於美國加利福尼亞州索諾馬縣的一個人口普查指定地區。

## 地理
博伊斯溫泉的座標為38°16′40″N 122°29′02″W / 38.27778°N 122.48389°W，而該地最高點為海拔高度41米（即135英尺）。

## 人口
根據2010年美國人口普查的數據，博伊斯溫泉的面積為2.75平方千米，當中陸地面積為2.75平方千米，而水域面積為0.00平方千米。當地共有人口4923人，而人口密度為每平方千米1,790人。